# Saint-Féliu-d'Amont
Pour les articles homonymes, voir Amont.
Saint-Féliu-d'Amont [sɛ̃ feljy damɔ̃]  est une commune française, située dans le nord-est du département des Pyrénées-Orientales en région Occitanie. Sur le plan historique et culturel, la commune est dans le Roussillon, une ancienne province du royaume de France, qui a existé de 1659 jusqu'en 1790 et qui recouvrait les trois vigueries du Roussillon, du Conflent et de Cerdagne.
Exposée à un climat méditerranéen, elle est drainée par la Têt, la Comelade, le ruisseau du Soler. La commune possède un patrimoine naturel remarquable composé d'une zone naturelle d'intérêt écologique, faunistique et floristique.
Saint-Féliu-d'Amont est une commune rurale qui compte 1 262 habitants en 2022, après avoir connu une forte hausse de la population depuis 1975. Elle est dans l'agglomération de Perpignan et fait partie de l'aire d'attraction de Perpignan. Ses habitants sont appelés les Saint-Féliciens ou  Saint-Féliciennes.

## Géographie

### Localisation
La commune de Saint-Féliu-d'Amont se trouve dans le département des Pyrénées-Orientales, en région Occitanie.
Elle se situe à 14 km à vol d'oiseau de Perpignan, préfecture du département, à 26 km de Prades, sous-préfecture, et à 6 km du Le Soler, bureau centralisateur du canton de la Vallée de la Têt dont dépend la commune depuis 2015 pour les élections départementales.
La commune fait en outre partie du bassin de vie de Perpignan.
Les communes les plus proches sont : 
Corneilla-la-Rivière (1,4 km), Saint-Féliu-d'Avall (1,4 km), Millas (2,3 km), Pézilla-la-Rivière (4,0 km), Camélas (4,2 km), Néfiach (4,6 km), Corbère-les-Cabanes (5,0 km), Le Soler (5,8 km).
Sur le plan historique et culturel, Saint-Féliu-d'Amont fait partie de la région de Conflent, héritière de l'ancien comté de Conflent et de la viguerie de Conflent. Ce pays correspond à l'ensemble des vallées pyrénéennes qui « confluent » avec le lit creusé par la Têt entre Mont-Louis, porte de la Cerdagne, et Rodès, aux abords de la plaine du Roussillon.

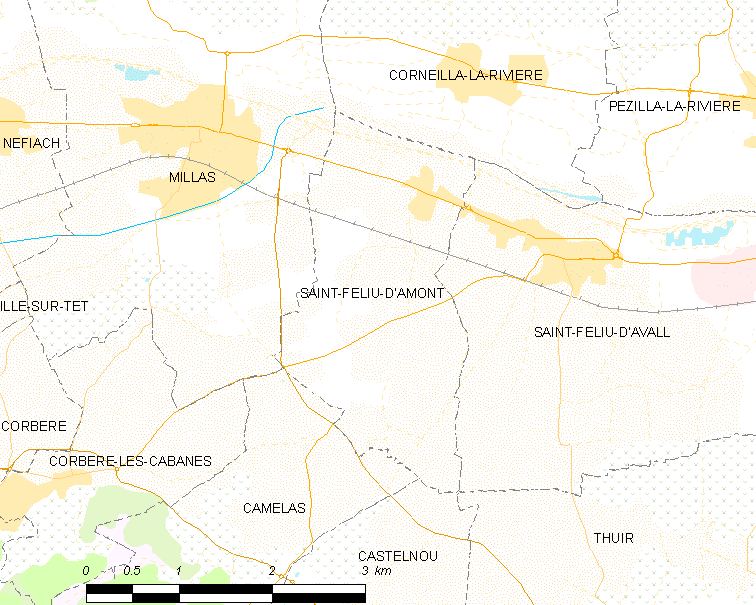
Situation de Saint-Féliu-d'Amont.

|         | Corneilla-la-Rivière |                            |
| Millas  | Saint-Féliu-d'Amont  | Saint-Féliu-d'Avall        |
| Camélas | Castelnou            | Thuir (par un quadripoint) |

### Géologie et relief
La commune est classée en zone de sismicité 3, correspondant à une sismicité modérée.

### Climat
Pour des articles plus généraux, voir Climat de l'Occitanie et Climat des Pyrénées-Orientales.
En 2010, le climat de la commune est de type climat méditerranéen franc, selon une étude du CNRS s'appuyant sur une série de données couvrant la période 1971-2000. En 2020, Météo-France publie une typologie des climats de la France métropolitaine dans laquelle la commune est exposée à un climat méditerranéen et est dans une zone de transition entre les régions climatiques « Pyrénées orientales » et « Provence, Languedoc-Roussillon ».
Pour la période 1971-2000, la température annuelle moyenne est de 14,7 °C, avec une amplitude thermique annuelle de 15,7 °C. Le cumul annuel moyen de précipitations est de 674 mm, avec 6 jours de précipitations en janvier et 3 jours en juillet. Pour la période 1991-2020, la température moyenne annuelle observée sur la station météorologique la plus proche, située sur la commune de Caixas à 12 km à vol d'oiseau, est de 15,5 °C et le cumul annuel moyen de précipitations est de 729,7 mm,. Pour l'avenir, les paramètres climatiques de la commune estimés pour 2050 selon différents scénarios d’émission de gaz à effet de serre sont consultables sur un site dédié publié par Météo-France en novembre 2022.

### Milieux naturels et biodiversité

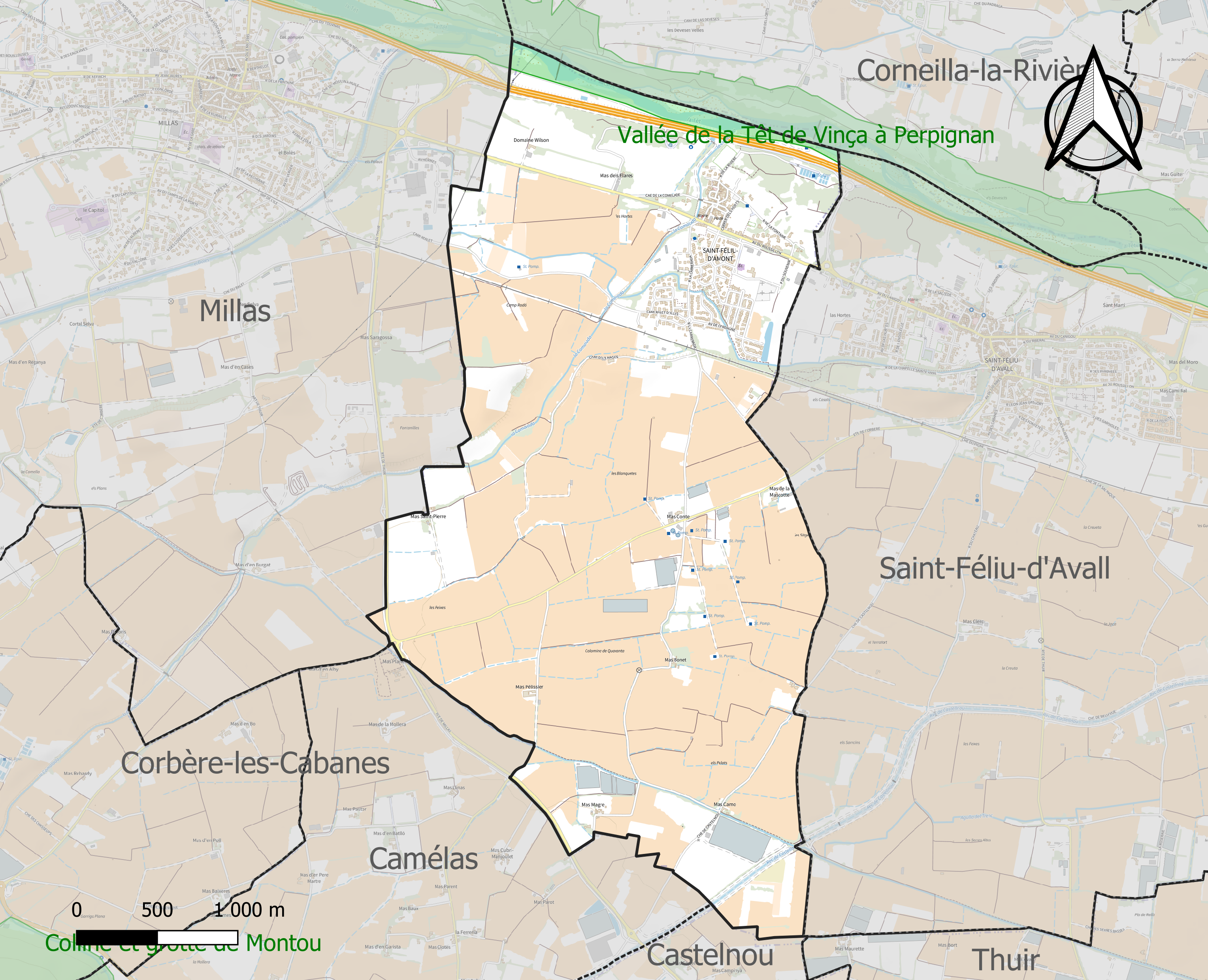
Carte de la ZNIEFF de type 1 localisée sur la commune.

L’inventaire des zones naturelles d'intérêt écologique, faunistique et floristique (ZNIEFF) a pour objectif de réaliser une couverture des zones les plus intéressantes sur le plan écologique, essentiellement dans la perspective d’améliorer la connaissance du patrimoine naturel national et de fournir aux différents décideurs un outil d’aide à la prise en compte de l’environnement dans l’aménagement du territoire.
Une ZNIEFF de type 1 est recensée sur la commune :
la « vallée de la Têt de Vinça à Perpignan » (554 ha), couvrant 10 communes du département.

## Toponymie
En catalan, le nom de la commune est Sant Feliu d'Amunt. Le nom de la commune en français est un calque du catalan, amunt signifiant « amont », Feliu étant la version catalane du prénom Félix.

## Urbanisme

### Typologie
Au 1er janvier 2024, Saint-Féliu-d'Amont est catégorisée bourg rural, selon la nouvelle grille communale de densité à sept niveaux définie par l'Insee en 2022.
Elle appartient à l'unité urbaine de Perpignan, une agglomération intra-départementale regroupant 15  communes, dont elle est une commune de la banlieue,,. Par ailleurs la commune fait partie de l'aire d'attraction de Perpignan, dont elle est une commune de la couronne,. Cette aire, qui regroupe 118 communes, est catégorisée dans les aires de 200 000 à moins de 700 000 habitants,.

### Occupation des sols
L'occupation des sols de la commune, telle qu'elle ressort de la base de données européenne d’occupation biophysique des sols Corine Land Cover (CLC), est marquée par l'importance des territoires agricoles (95,3 % en 2018), en diminution par rapport à 1990 (96,9 %). La répartition détaillée en 2018 est la suivante : 
cultures permanentes (70,6 %), terres arables (18,3 %), zones agricoles hétérogènes (6,4 %), zones urbanisées (4,7 %). L'évolution de l’occupation des sols de la commune et de ses infrastructures peut être observée sur les différentes représentations cartographiques du territoire : la carte de Cassini (XVIIIe siècle), la carte d'état-major (1820-1866) et les cartes ou photos aériennes de l'IGN pour la période actuelle (1950 à aujourd'hui).

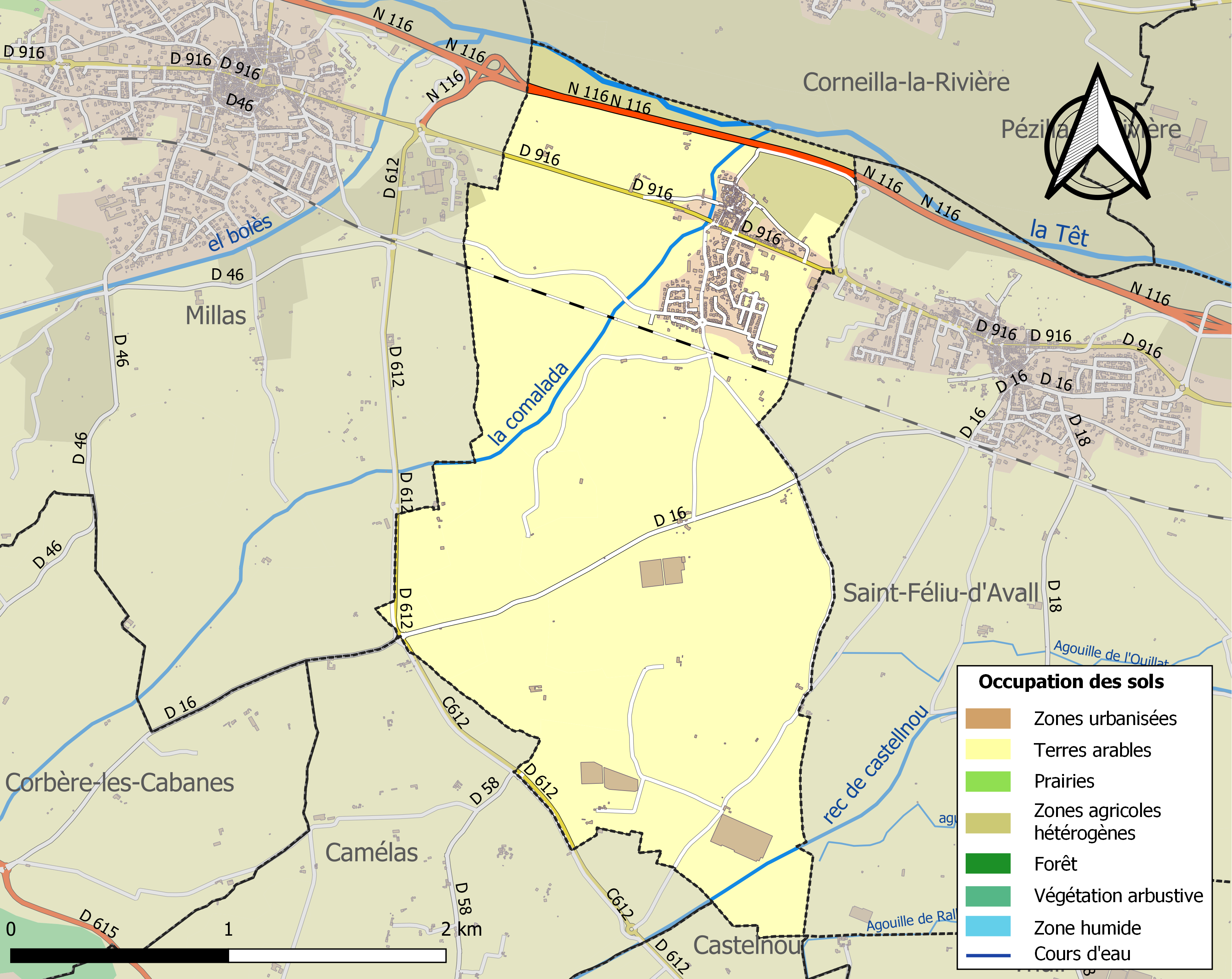
Carte des infrastructures et de l'occupation des sols de la commune en 2018 (CLC).

### Voies de communication et transports
Les lignes 512 (Corbère - Gare de Perpignan) et 520 (Prades - Gare de Perpignan) du réseau régional liO assurent la desserte de la commune.

### Risques majeurs
Le territoire de la commune de Saint-Féliu-d'Amont est vulnérable à différents aléas naturels : inondations, climatiques (grand froid ou canicule), mouvements de terrains et séisme (sismicité modérée). Il est également exposé à deux risques technologiques, le transport de matières dangereuses et la rupture d'un barrage, et à un risque particulier, le risque radon,.

#### Risques naturels
Certaines parties du territoire communal sont susceptibles d’être affectées par le risque d’inondation par crue torrentielle de cours d'eau du bassin de la Têt. La commune fait partie du territoire à risques importants d'inondation (TRI) de Perpignan-Saint-Cyprien, regroupant 43 communes du bassin de vie de l'agglomération perpignanaise, un des 31 TRI qui ont été arrêtés le 12 décembre 2012 sur le bassin Rhône-Méditerranée. Des cartes des surfaces inondables ont été établies pour trois scénarios : fréquent (crue de temps de retour de 10 ans à 30 ans), moyen (temps de retour de 100 ans à 300 ans) et extrême (temps de retour de l'ordre de 1 000 ans, qui met en défaut tout système de protection),.
Les mouvements de terrains susceptibles de se produire sur la commune sont soit des mouvements liés au retrait-gonflement des argiles, soit des glissements de terrains. Une cartographie nationale de l'aléa retrait-gonflement des argiles permet de connaître les sols argileux ou marneux susceptibles vis-à-vis de ce phénomène.
Ces risques naturels sont pris en compte dans l'aménagement du territoire de la commune par le biais d'un plan de surfaces submersibles valant plan de prévention des risques.

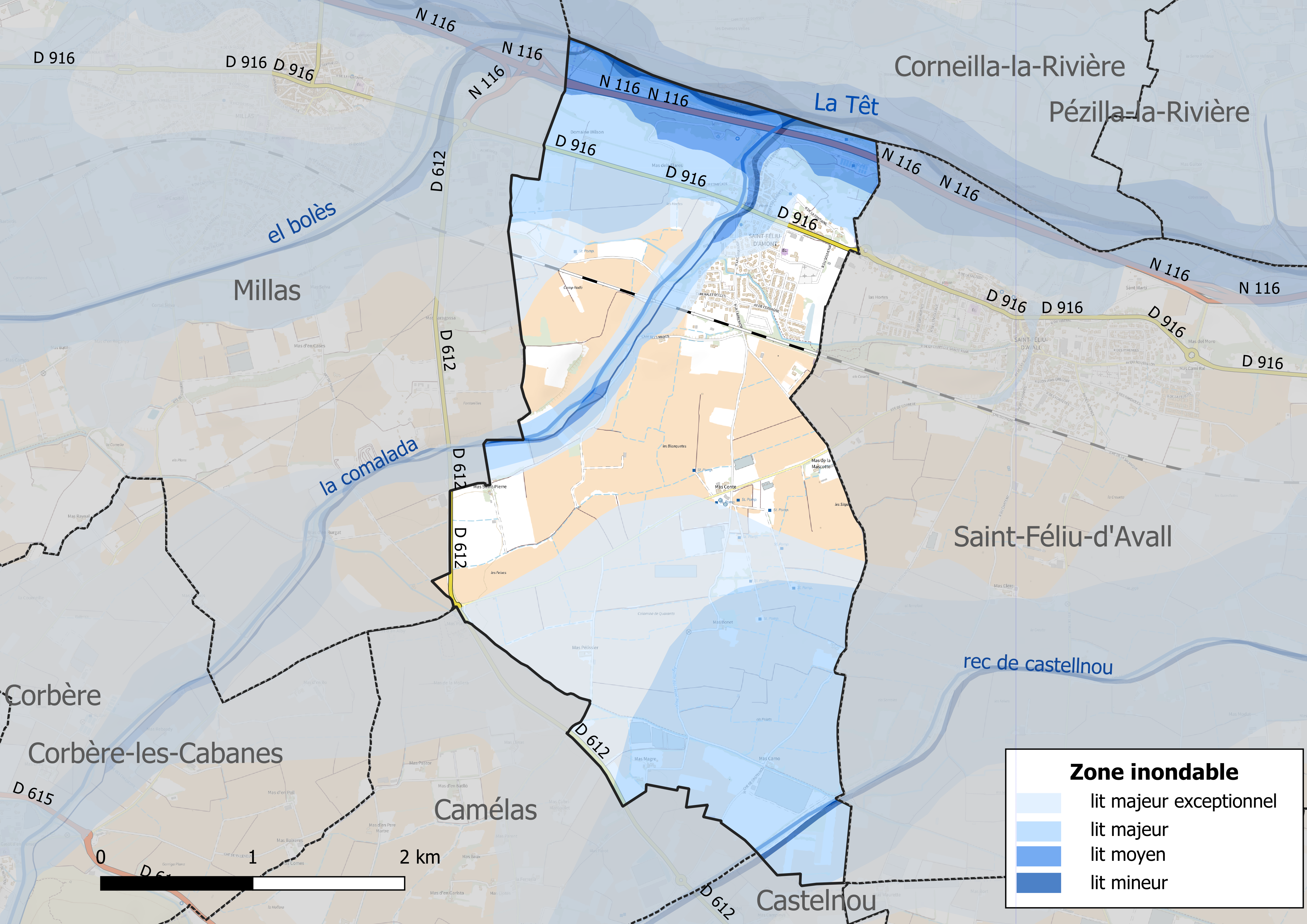
Carte des zones inondables.
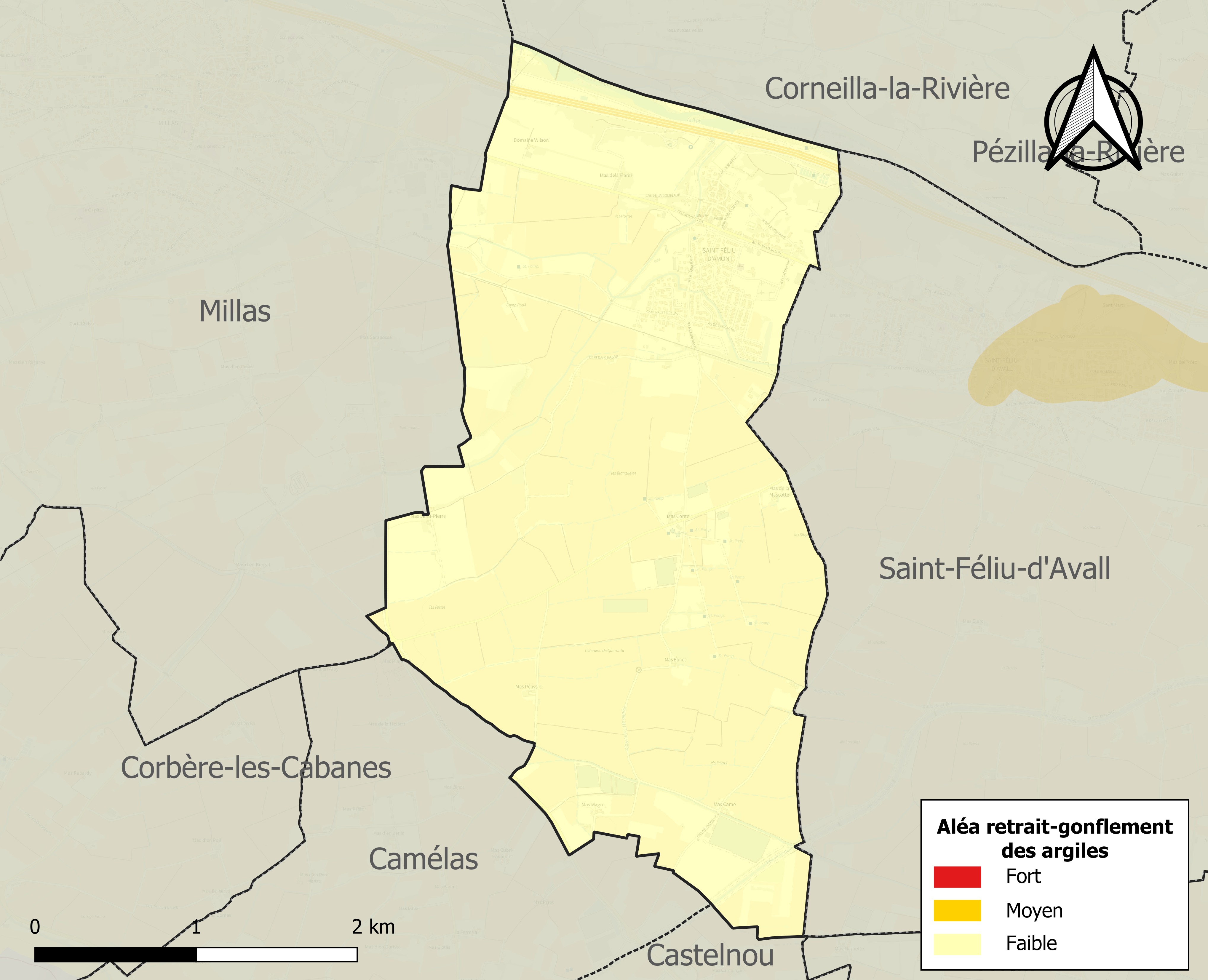
Carte des zones d'aléa retrait-gonflement des argiles.

#### Risques technologiques
Le risque de transport de matières dangereuses sur la commune est lié à sa traversée par une route à fort trafic. Un accident se produisant sur une telle infrastructure est en effet susceptible d’avoir des effets graves au bâti ou aux personnes jusqu’à 350 m, selon la nature du matériau transporté. Des dispositions d’urbanisme peuvent être préconisées en conséquence.
Dans le département des Pyrénées-Orientales, on dénombre sept grands barrages susceptibles d’occasionner des dégâts en cas de rupture. La commune fait partie des 66 communes susceptibles d’être touchées par l’onde de submersion consécutive à la rupture d’un de ces barrages, les barrages de Vinça ou des Bouillouses sur la Têt.

#### Risque particulier
Dans plusieurs parties du territoire national, le radon, accumulé dans certains logements ou autres locaux, peut constituer une source significative d’exposition de la population aux rayonnements ionisants. Toutes les communes du département sont concernées par le risque radon à un niveau plus ou moins élevé. Selon la classification de 2018, la commune de Saint-Féliu-d'Amont est classée en zone 2, à savoir zone à potentiel radon faible mais sur lesquelles des facteurs géologiques particuliers peuvent faciliter le transfert du radon vers les bâtiments.

## Politique et administration

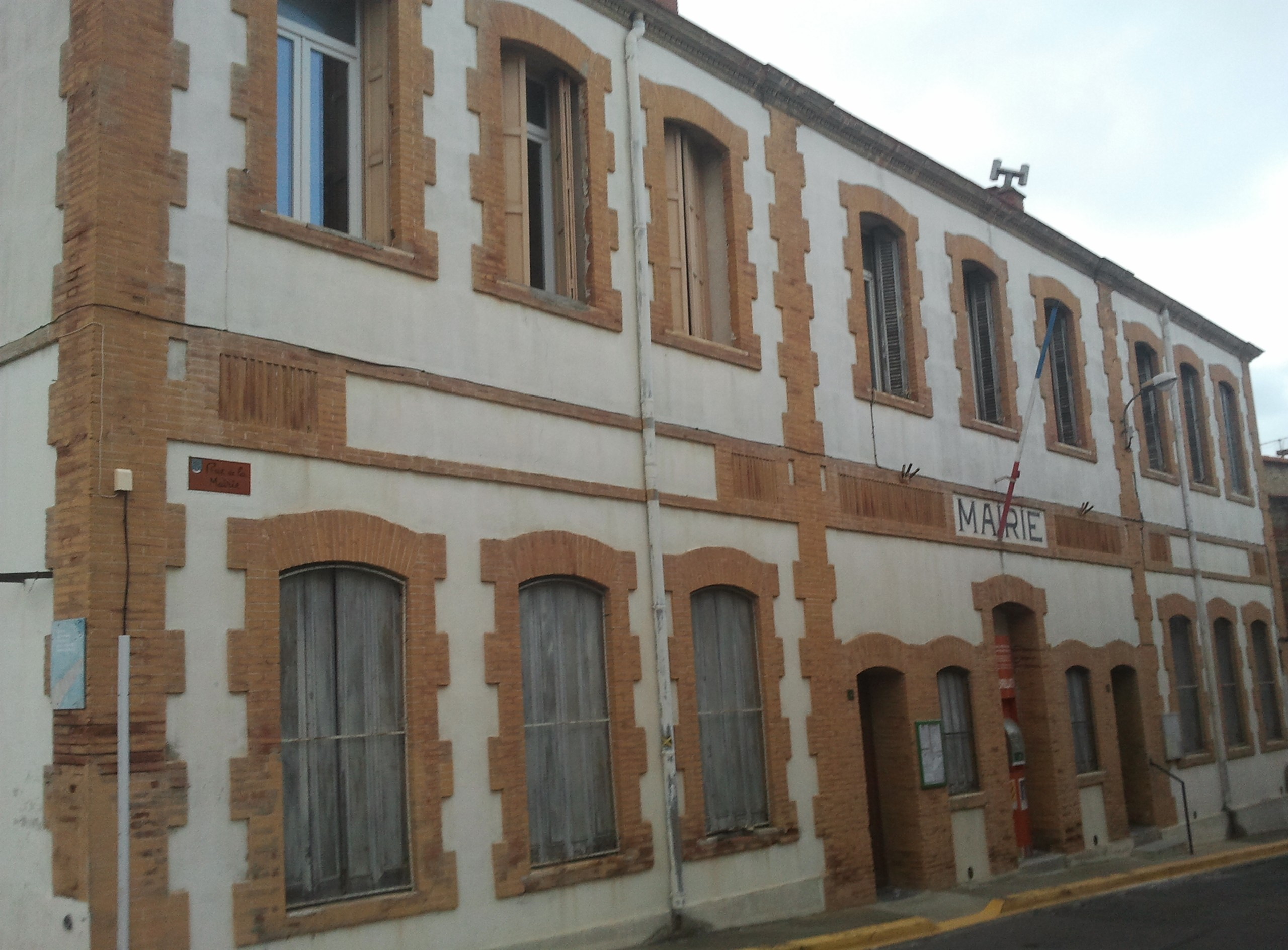
La mairie.

### Liste des maires
| Période | Période                        | Identité      | Étiquette | Qualité                                                                                   |
| ------- | ------------------------------ | ------------- | --------- | ----------------------------------------------------------------------------------------- |
|         |                                |               |           |                                                                                           |
| 1995    | En cours (au 15 décembre 2017) | Robert Olive, | PS        | Ancien député (2014-2017) Président de la Communauté de communes Conseiller départemental |

## Population et société

### Démographie ancienne
La population est exprimée en nombre de feux (f) ou d'habitants (H).
| 1365 | 1378 | 1515 | 1553 | 1643 | 1709 | 1720 | 1730 | 1767  |
| ---- | ---- | ---- | ---- | ---- | ---- | ---- | ---- | ----- |
| 33 f | 18 f | 4 f  | 3 f  | 5 f  | 55 f | 72 f | 66 f | 264 H |

| 1774 | 1789 | 1790  | - | - | - | - | - | - |
| ---- | ---- | ----- | - | - | - | - | - | - |
| 66 f | 75 f | 300 H | - | - | - | - | - | - |

### Démographie contemporaine
| 1793 | 1800 | 1806 | 1821 | 1831 | 1836 | 1841 | 1846 | 1851 |
| ---- | ---- | ---- | ---- | ---- | ---- | ---- | ---- | ---- |
| 244  | 304  | 353  | 354  | 435  | 422  | 435  | 486  | 506  |

| 1856 | 1861 | 1866 | 1872 | 1876 | 1881 | 1886 | 1891 | 1896 |
| ---- | ---- | ---- | ---- | ---- | ---- | ---- | ---- | ---- |
| 487  | 432  | 451  | 376  | 420  | 433  | 481  | 488  | 466  |

| 1901 | 1906 | 1911 | 1921 | 1926 | 1931 | 1936 | 1946 | 1954 |
| ---- | ---- | ---- | ---- | ---- | ---- | ---- | ---- | ---- |
| 500  | 490  | 437  | 474  | 465  | 477  | 463  | 403  | 419  |

| 1962 | 1968 | 1975 | 1982 | 1990 | 1999 | 2006 | 2008 | 2013 |
| ---- | ---- | ---- | ---- | ---- | ---- | ---- | ---- | ---- |
| 488  | 474  | 413  | 502  | 556  | 654  | 718  | 736  | 985  |

| 2018  | 2022  | - | - | - | - | - | - | - |
| ----- | ----- | - | - | - | - | - | - | - |
| 1 170 | 1 262 | - | - | - | - | - | - | - |

| selon la population municipale des années : | 1968 | 1975 | 1982 | 1990 | 1999 | 2006 | 2009 | 2013 |
| Rang de la commune dans le département      | 101  | 90   | 91   | 94   | 89   | 91   | 93   | 86   |
| Nombre de communes du département           | 232  | 217  | 220  | 225  | 226  | 226  | 226  | 226  |

### Manifestations culturelles et festivités
- Fêtes communales : 10 février et 15 août[41].

## Économie

### Revenus
En 2018, la commune compte 469 ménages fiscaux, regroupant 1 158 personnes. La médiane du revenu disponible par unité de consommation est de 20 140 € (19 350 € dans le département).

### Emploi
|                | 2008   | 2013   | 2018   |
| -------------- | ------ | ------ | ------ |
| Commune        | 5,9 %  | 9,5 %  | 8,3 %  |
| Département    | 10,3 % | 12,9 % | 13,3 % |
| France entière | 8,3 %  | 10 %   | 10 %   |

En 2018, la population âgée de 15 à 64 ans s'élève à 763 personnes, parmi lesquelles on compte 79,3 % d'actifs (71 % ayant un emploi et 8,3 % de chômeurs) et 20,7 % d'inactifs,. Depuis 2008, le taux de chômage communal (au sens du recensement) des 15-64 ans est inférieur à celui de la France et du département.
La commune fait partie de la couronne de l'aire d'attraction de Perpignan, du fait qu'au moins 15 % des actifs travaillent dans le pôle,. Elle compte 96 emplois en 2018, contre 83 en 2013 et 86 en 2008. Le nombre d'actifs ayant un emploi résidant dans la commune est de 546, soit un indicateur de concentration d'emploi de 17,5 % et un taux d'activité parmi les 15 ans ou plus de 65,7 %.
Sur ces 546 actifs de 15 ans ou plus ayant un emploi, 62 travaillent dans la commune, soit 11 % des habitants. Pour se rendre au travail, 90,1 % des habitants utilisent un véhicule personnel ou de fonction à quatre roues, 1,3 % les transports en commun, 5,4 % s'y rendent en deux-roues, à vélo ou à pied et 3,1 % n'ont pas besoin de transport (travail au domicile).

### Activités hors agriculture

#### Secteurs d'activités
65 établissements sont implantés  à Saint-Féliu-d'Amont au 31 décembre 2019. Le tableau ci-dessous en détaille le nombre par secteur d'activité et compare les ratios avec ceux du département,.
| Secteur d'activité                                                                                        | Commune | Commune | Département |
| Secteur d'activité                                                                                        | Nombre  | %       | %           |
| --- | ------- | ------- | ----------- |
| Ensemble                                                                                                  | 65      |         |             |
| Industrie manufacturière, industries extractives et autres                                                | 12      | 18,5 %  | (8,7 %)     |
| Construction                                                                                              | 13      | 20 %    | (14,3 %)    |
| Commerce de gros et de détail, transports, hébergement et restauration                                    | 11      | 16,9 %  | (30,5 %)    |
| Activités financières et d'assurance                                                                      | 2       | 3,1 %   | (3 %)       |
| Activités immobilières                                                                                    | 1       | 1,5 %   | (6,2 %)     |
| Activités spécialisées, scientifiques et techniques et activités de services administratifs et de soutien | 9       | 13,8 %  | (13 %)      |
| Administration publique, enseignement, santé humaine et action sociale                                    | 9       | 13,8 %  | (13,9 %)    |
| Autres activités de services                                                                              | 8       | 12,3 %  | (8,5 %)     |

Le secteur de la construction est prépondérant sur la commune puisqu'il représente 20 % du nombre total d'établissements de la commune (13 sur les 65 entreprises implantées  à Saint-Féliu-d'Amont), contre 14,3 % au niveau départemental.

#### Entreprises et commerces
L'entreprise ayant son siège social sur le territoire communal qui génère le plus de chiffre d'affaires en 2020 est : 
- Az Construction, travaux de maçonnerie générale et gros œuvre de bâtiment (186 k€)

### Revenus de la population et fiscalité
En 2010, le revenu fiscal médian par ménage était de 26 558 €.

### Agriculture
La commune est dans la « plaine du Roussillon », une petite région agricole occupant la bande côtière et une grande partie centrale du département des Pyrénées-Orientales. En 2020, l'orientation technico-économique de l'agriculture  sur la commune est la polyculture et/ou le polyélevage.
|               | 1988 | 2000 | 2010 | 2020 |
| ------------- | ---- | ---- | ---- | ---- |
| Exploitations | 115  | 49   | 27   | 10   |
| SAU (ha)      | 614  | 594  | 506  | 122  |

Le nombre d'exploitations agricoles en activité et ayant leur siège dans la commune est passé de 115 lors du recensement agricole de 1988  à 49 en 2000 puis à 27 en 2010 et enfin à 10 en 2020, soit une baisse de 91 % en 32 ans. Le même mouvement est observé à l'échelle du département qui a perdu pendant cette période 73 % de ses exploitations,. La surface agricole utilisée sur la commune a également diminué, passant de 614 ha en 1988 à 122 ha en 2020. Parallèlement la surface agricole utilisée moyenne par exploitation a augmenté, passant de 5 à 12 ha.

## Culture locale et patrimoine

### Monuments et lieux touristiques
- Église Sainte-Marie, église romane. L'édifice a été inscrit au titre des monuments historiques en 1926[47].

### Personnalités liées à la commune
- Augustin Bourrat (1915-1986) : militaire, Compagnon de la Libération, décédé et inhumé à Saint-Féliu-d'Amont ;
- Christian Bourquin (1954-2014) : homme politique né à Saint-Féliu-d'Amont ;
- Gérard Jacquet (1955-) : auteur et chanteur né à Saint-Féliu-d'Amont.

### Héraldique
| Blason de Saint-Féliu-d'Amont | Blason  | D'azur semé de fleurs de lis d'or, à la Vierge de carnation, nimbée d'or, vêtue d'argent, tenant de sa dextre un sceptre d'or et posant ses pieds sur un croissant d'argent brochant sur une nuée du même, mouvant de la pointe. |
| Blason de Saint-Féliu-d'Amont | Détails | Le statut officiel du blason reste à déterminer. |